# Maladrerie de Rosnay
La maladrerie de Rosnay est une ancienne maladrerie (ou léproserie) fondée au XIIe siècle implantée à Rosnay-l'Hôpital dans le département de l'Aube, en région Champagne-Ardenne.

## Histoire
Selon les chroniques des moines du Der, elle aurait été fondée au commencement du XIIe siècle et donnée aux disciples de Saint Berchaire par Philippe de Pont, évêque de Troyes, avec une chapelle dédiée à Saint Nicolas.
Les lépreux y vivaient séquestrés. Seuls ceux atteints seulement de la lèpre blanche pouvaient circuler pour demander l'aumône, mais ils devaient annoncer leur présence par une cliquette en bois. Les autres, d'un aspect plus repoussant et d'un contact plus dangereux, étaient tenus en réclusion. Pour adoucir leur sort, la charité chrétienne suscitait des âmes dévouées qui se consacraient à leur service, et il y avait une chapelle pour la célébration des offices religieux.
Au XVIe siècle, les cas de lèpre se faisaient plus rares, aussi les revenus des biens de la maladrerie étaient employés au soulagement des habitants du bourg de Rosnay.
A la Révolution française, il ne reste guère plus qu'une ferme, dite ferme de la Maladière, qui ut vendue en 1793 au district de Bar-sur-Aube.

## Emplacement
La dénomination de maladière, qui désigne un des lieux-dits de la commune, ne laisse aucun doute sur l'emplacement de la maladrerie. Elle était située sur la rive gauche de la Voire, au sud-est du
bourg, à une certaine distance des habitations, comme tous les hospices de ce genre.
De plus, la chapelle de la maladrerie, dédiée à saint Nicolas, a laissé son nom à l'un des faubourgs de Rosnay. Ce faubourg est séparé du centre de la population par la rivière Voire et forme comme un hameau distinct.